# Оруер
Оруер (фр. Aurouër) насеље је и општина у централној Француској у региону Оверња, у департману Алије која припада префектури Мулен.
По подацима из 2011. године у општини је живело 384 становника, а густина насељености је износила 14,19 становника/km². Општина се простире на површини од 27,06 km². Налази се на средњој надморској висини од 247 метара (максималној 262 m, а минималној 215 m).

## Демографија
| 1962. | 1968. | 1975. | 1982. | 1990. | 1999. | 2011. |
| ----- | ----- | ----- | ----- | ----- | ----- | ----- |
| 245   | 310   | 310   | 264   | 302   | 319   | 384   |

График промене броја становника у току последњих година